# Ahrensdorf bei Friesoythe
Ahrensdorf ist ein Ortsteil von Friesoythe im Landkreis Cloppenburg in Niedersachsen. Ahrensdorf liegt beidseits des Küstenkanals im „Langen Moor“. Die Siedlungsfläche umfasst ca. 1.100 ha. und hatte am 31. Dezember 2023 207 Einwohnern. Zu Ahrensdorf gehört noch das nördlich gelegene Heinfelde mit nochmals 52 Einwohnern.

## Lage
Ahrensdorf liegt am Küstenkanal. Die auf der Nordseite des Ortes vorbeiführende B 401 von Oldenburg nach Papenburg gilt mit täglich mehr als 2.000 Autos und LKWs als vielbefahren.
| Harkebrügge (5 km) | Westerscheps (4 km)                         | Edewecht (4 km)       |
| Kampe (4 km)       | Kompassrose, die auf Nachbargemeinden zeigt | Barkendorp (2 km)     |
| Friesoythe (8 km)  | Hohefeld (6 km)                             | Edewechterdamm (4 km) |

## Geschichte

### Bis zum 20. Jahrhundert
In mehr als 5.000 Jahren ist das „Lange Moor“, ein Streifen zwischen Papenburg und Oldenburg, als Hochmoor gewachsen. Das „Lange Moor“ ist ca. 9 km lang, bis zu 4 km breit und wird im Norden und Süden durch ansteigende Geestflächen der Ortschaften Harkebrügge, Edewecht und Altenoythe begrenzt.
Um das „Lange Moor“ und weitere Moorgebiete zu erschließen, wurde 1893 der Hunte-Ems-Kanal fertiggestellt. Er diente zur Entwässerung und als Transportweg. Das erste massive Wohngebäude entstand um 1905 (Gaststätte Helms – Südseite Kanal), seit 1908 wurde südlich des Kanals im sog. „Boswyk’schen Moor“ auf 80 ha Torf abgebaut.

### 1920–1930: Torfwirtschaft und beginnende Ansiedlungen
Seine Entstehung verdankt Ahrensdorf dem großflächigen und industriellen Torfabbau. Dieser wurde in den Jahren 1915–1918 durch das Torfwerk Oldenburg AG (Wilhelm Bosselmann) vorbereitet. Dabei wurden zum Ausheben der erforderlichen Entwässerungsgräben auch mehrere hundert Kriegsgefangene vom Moorgut Jordanshof in Husbäke eingesetzt. Ab 1920 konnte das Torfwerk auf einer Fläche von 220 ha Weißtorf abbauen.
In den Jahren 1922–1926 wurde der Hunte-Ems-Kanal für 600-t-Schiffe ausgebaut und 1924 die Brücke „Langenmoor“ gebaut. Diese war für Ahrensdorf von besonderer Bedeutung, da sie eine feste Verbindung zwischen dem nördlichen und südlichen Kanalufer schuf. Bis dato konnte der Kanal nur mühsam durch Boote und Fähre gequert werden, die nächstliegende Straßenbrücke befand sich im benachbarten Edewechterdamm und die Brücke in Kampe wurde erst 1928 fertiggestellt. Die Brücke ist heute noch Wahrzeichen von Ahrensdorf und u. a. auf der Fahne und im Vereinswappen des Schützenvereins verewigt.
Neben den Torfwerken betrieb die „Oldenburgische Moorkulturgesellschaft“ seit ca. 1920 das landwirtschaftliche „Moorgut Langenmoor“ mit gut 260 ha. Seine Schwerpunkte waren die Grünlandwirtschaft mit Milchviehhaltung sowie Anbau von Getreide, Kartoffeln und Rüben. Saatgut, Düngemittel u. a. wurden von der Kleinbahn Bad Zwischenahn–Edewechterdamm über eine betriebseigene Feldbahn herantransportiert (Resttrasse: heutiger Weg „Zur Kleinbahn“ in Süddorf). Sowohl Torfwerk wie auch das Moorgut zogen in den harten Zeiten nach dem Ersten Weltkrieg Arbeitssuchende an, die auch Wohnraum benötigten. So kam es 1925 zur Einweisung von zwei Kolonisten in „Barkendorp“ am Ostende des heutigen Ahrensdorfs.
Anfang 1928 wurden durch das Oldenburgische Siedlungsamt an der Nordseite des Kanals zwischen der Straße nach Edewecht und dem Gelände des Torfwerks 50 Kolonate ausgewiesen. Gleichzeitig wurde das Torfwerk verkauft. 1934–1936 wurde dann auch der größte Teil der z. T. mäßig kultivierten Landwirtschaftsfläche des Moorgutes (151 ha) zur Besiedlung an den Oldenburgischen Staat verkauft.

### 1930–1945: Dorfentstehung Ahrensdorf
Auf den Flächen des Moorgutes entstand 1934 das heutige Ahrensdorf, zunächst als „Kolonie Langenmoor“. 15 Vollerwerbssiedler wurden hier angesiedelt, die bis zur Fertigstellung ihrer Wirtschafts- und Wohngebäude in primitivsten Notunterkünften lebten. 1935 wurde der nördliche Kanalweg gepflastert und der Ortsname Langenmoor in „Lüchtenborg“ (nach einem SA-Mann) umbenannt. 1936 erfolgte der Anschluss an das Stromnetz. Im gleichen Jahr wurde die Schule eröffnet und auf der Südseite des Kanals begann auf den abgetorften Boswyk’schen Moor die Besiedlung mit 14 Nebenerwerbssiedlern („Langenmoor-Süd“). Die schweisstreibenden Entwässerungsarbeiten der Siedler wurden durch Arbeiter des RAD-Lagers in Husbäke unterstützt, sog. „Arbeitsmaiden“ halfen in den Siedlerfamilien. Für sie wurde 1938 das Lager „RAD-weibliche Jugend“ direkt in Ahrensdorf gebaut.
Im April 1945 wurde Ahrensdorf durch die erbitterten Kämpfe um den Brückenkopf Edewechterdamm schwer verwüstet. So wurde die hiesige Kanalbrücke am 14. April gesprengt, die Gebäude des Moorgutes zerstört und viele Siedlerhäuser durch Beschuss erheblich beschädigt.

### Ahrensdorf nach 1945
Bei Kriegsende herrschte große Wohnungsnot, zuziehende Flüchtlinge wurden im ehemaligen RAD-Lager einquartiert. Hohe Bedeutung hatte zu dieser Zeit der Küstenkanal für den Verkauf von Brenntorf nach Oldenburg oder zur Anlieferung von Baumaterial nach Ahrensdorf. Für die Ahrensdorfer war er aber zugleich Hindernis, da er bis zum Neubau der zerstörten Fußgängerbrücke im Jahre 1950 nur mit einer improvisierten Fähre oder Privatbooten überquert werden konnte. Im September 1946 erfolgte auf Erlass der Militärregierung die Umbenennung von Lüchtenborg in Ahrensdorf (zu Ehren des Landesökonomie-Amtsmannes Ahrens vom Oldenburgischen Siedlungsamt).
Die Währungsreform belebte die Bautätigkeit beidseits des Kanals durch viele Neusiedler. In diesem Rahmen entstand 1957 auch die Siedlung Heinfelde auf dem Gelände des ehemaligen Torfwerkes. Wirtschaftlichen Aufschwung brachte die Inbetriebnahme von zwei neuen Torfwerken, der aufkommende Maschineneinsatz erleichterte die Landwirtschaft sehr. Die Klinkerstraße auf der Nordseite des Kanals wurde 1951 verbessert und zur Bundesstraße 401 gewidmet. In dieser Zeit (1952) wurde auch der ortsbildprägende Küstenkanal auf seine jetzige Größe verbreitert. 1968 wurde Ahrensdorf an das Versorgungsnetz des Oldenburgisch-Ostfriesischen Wasserverbands angeschlossen, wodurch auch die bis dahin problematische Versorgung durch moorwasserhaltige Hausbrunnen oder Regenwasserzisternen beendet werden konnte.
Heute ist die Torfindustrie erloschen, die weiterhin prägende Landwirtschaft hat sich auf Grünland mit Silomaisanbau und Milchviehhaltung spezialisiert.

## Politische Zugehörigkeit
In alten Flurkarten findet sich Ahrensdorf im „Altenoyther Moor“, wurde also zur früheren Gemeinde Altenoythe gezählt. 1974 wurde Ahrensdorf im Zuge einer Gebietsreform nach Friesoythe eingemeindet. Dies stieß nicht überall in der Bevölkerung auf Zustimmung, da sich große Teile – auch aus konfessionellen Gründen – eher dem 3 km nordöstlich gelegenen Edewecht zugehörig sahen. Bis zum Jahr 2006 gab es in Ahrensdorf einen Bezirksvorsteher.

## Vereine und Veranstaltungen
Im Jahre 1952 wurde der Schützenverein Ahrensdorf gegründet, der jährlich ein Schützenfest organisiert.